# Mers-les-Bains
Mers-les-Bains é uma comuna francesa na região administrativa de Altos da França, no departamento de Somme. Estende-se por uma área de 5,39 km². Em 2010 a comuna tinha 2 795 habitantes (densidade: 518,6 hab./km²).